# Exchequer Chamber
L' Exchequer Chamber era una corte d'appello inglese per le azioni civili di common law, esistente fino alle riforme dei Judicature Acts del 1873-1875. Essa ebbe origine nel XIV secolo, ed acquisì una forma definitiva con uno statuto del 1585. 
La corte fungeva da appello per le decisioni del King's Bench, della Court of Exchequer e, dal 1830, direttamente per la Court of Common Pleas. Era costituita da quattro giudici appartenenti ai due tribunali che non erano stati coinvolti in primo grado. In casi di eccezionale importanza dodici giudici di common law, quattro per ciascuna divisione sottostante, seduti nella Court of Exchequer  potevano essere chiamati a determinare una questione di diritto; la questione era spiegata dal giudice adito piuttosto che dalle parti. 
Sebbene fosse possibile un ulteriore appello alla Camera dei Lord, ciò era raro prima del diciannovesimo secolo. Di regola, una sentenza della Exchequer Chamber era considerata la dichiarazione definitiva della legge applicata al caso concreto. Venne sostituita dalla Corte d'appello di Inghilterra e Galles.